# Harald Kruse
Harald Kruse (* 12. September 1923 in Bremen; † 3. August 1988 ebenda) war ein deutscher Komponist und Pianist.
Bereits als Schüler gefragter Klavierbegleiter von Sängern und Instrumentalisten, erste Kompositionen (Lieder und Instrumentalstücke); nach dem Krieg Klavierunterricht bei Walter Bergmann und Dirigieren und Komposition bei Franz Konwitschny: Theaterkapellmeister in Mainz und Koblenz; nach Rückkehr in seine Heimatstadt Bremen seit 1966 Lehrer an der Musikschule für Klavier und Harmonielehre; Aufführung verschiedener Werke durch Chor und Orchester Bremer Dom, Mitschnitte Radio Bremen.